# تأجيج الفقر (فلم)
تأجيج الفقر (بالإنجليزية: Fuelling Poverty) هو فيلم وثائقي نيجيري صدر سنة 2012 وأخرجه إيشايا باكو. يُتابع الفيلم أنشطة حركة «احتلوا نيجيريا» عندما كانت في ذروتها في أوائل عام 2012. كما يتميز الفيلم الذي تبلغ مدته 28 دقيقة بظهور خاص لكُل من وولي سوينكا، وفيمي فالانا، وناصر أحمد الرفاعي، وسيون كوتي، وديزموند إليوت. حصل الفيلم على جائزة أفضل فيلم وثائقي في حفل توزيع جوائز الأكاديمية الأفريقية للأفلام التاسع.